# Iris platyptera
Iris platyptera là một loài thực vật có hoa trong họ Diên vĩ. Loài này được B.Mathew & Wendelbo miêu tả khoa học đầu tiên năm 1975.